# Савен, Николя
Жан-Батист Николя Савен (Николай Андреевич Савин) (17 апреля 1768 или 13 июля 1792, Руан, Франция — 29 ноября 1894, Саратов, Российская империя) — неверифицированный долгожитель, якобы проживший 126 лет. Считался последним из оставшихся в живых французских офицеров наполеоновских войн.
Русский документ от 1839 года показал, что, согласно его собственным заявлениям на тот момент, Савен родился примерно в 1787 году. Таким образом, на момент смерти ему было около 107 лет.

## Биография

### Военная карьера
По его собственным утверждениям, Савен родился 17 апреля 1768 года в Руане в семье полковника королевской гвардии Андре Савена. Окончил иезуитский колледж в городе Тур, а возвратившись в 1789 году в Париж, записался в Академию живописи, где обучался живописи, став профессиональным художником. Его отец погиб, защищая Дворец Тюильри во время Восстания 10 августа 1792 года. Потеряв родителей, Жан-Батист Савен в 1798 году поступил на военную службу во 2-й гусарский полк. С ним он прошел практически все главные военные кампании Наполеона: участвовал в Египетском походе, сражении при Аустерлице, битве при Йене, Пиренейских войнах. Он был удостоен многих наград, в том числе ордена Почетного легиона.
К 1812 году Савен достиг звания су-офицера (лейтенанта) и был переведён в 24-й егерский полк. Савен участвовал во всех крупных сражениях Отечественной войны 1812 года, в том числе и в Бородинском сражении. Затем в ноябре 1812 года он вместе с остатками армии отступил к реке Березине, где был взят в плен казаками. В числе других пленников он был отправлен в Ярославль, откуда в феврале 1813 года его перевели в Саратов.

### Последующая жизнь
Сначала он давал уроки фехтования офицерам местного гарнизона, а затем при содействии губернатора Панчулидзева Савен успешно выдержал экзамен в благородном пансионе, получил право на преподавание французского языка и посвятил себя воспитанию детей саратовских дворян. В числе его учеников был и Николай Чернышевский. Савен стал популярной фигурой в городе и обрел прочный достаток. Он принял российское подданство и женился на купеческой дочери. После возвращения на французский престол Бурбонов русское правительство приняло решение о возвращении пленников на родину. Однако Савен решил не возвращаться на родину, где его никто не ждал и где ему все надо было начинать сначала. Лишь католической вере он не изменил до конца своих дней.
Он переделал своё имя на русский лад — Николай Андреевич Савин. Учителем французского языка и рисования он пробыл долгие годы, уйдя на покой лишь в 1874 году.
В 1894 году знали о Савене и на его родине. Помимо множества теплых писем, из Франции в Саратов поступила бандероль, содержащая коробочку с медалью Св. Елены и грамоту к ней за подписью военного министра Мерсье. Вместе с орденом пришло уведомление военного министерства о назначении Савену ежегодной пенсии.
Скончался Савен 29 ноября 1894 года в своем саратовском доме. Похоронен на местном римско-католическом кладбище.

## Возраст
В 2003 году российский историк Виктор Тотфалушин нашёл в Российском государственном историческом архиве документ, который ставит под сомнение заявляемый возраст Савина, а также раскрывает некоторые интересные детали его биографии. Это выдержка из официальной записки министра внутренних дел о ветеранах Великой Армии Наполеона, все ещё проживающих в России. Согласно этому документу от 1834 года, французское правительство уведомило российские власти о том, что Савен просит разрешения покинуть Россию и вернуться во Францию. В записке уточняется, что Савен родился в Руане, служил унтер-офицером в 24 егерском полку, был пленён в 1812 году и послан в Саратов, где в 1813 году вступил в российское подданство. Далее в записке утверждается, что в 1816 году Савен женился на дочери местного купца и имел с ней 4 детей: Павел (1821), Авдотья (1823), Акулина (1825), Александр (1828).
Дальнейшие исследования Тотфалушина заставили усомниться в заявленном долголетии Савена. В другом документе, который Савен предоставил властям Хвалынска в 1839 году, он указал свой возраст в 52 года, что означает, что родился он примерно в 1787 году.
Далее Тотфалушин идентифицировал его с унтер-офицером 24 пешего егерского полка Пьером-Феликсом Савеном (фр. Pierre Felix Savin), родившимся в Руане 13 июля 1792 года и до армии работавшим столяром. (В реестре 24 полка конных егерей никого с похожей фамилией не нашли.) Предположительно при взятии в плен он назвался именем своего кузена Николя. Таким образом, исключается как его участие в ранних наполеоновских кампаниях, так и награждение орденами; не подтверждается информация о его ранении при Бородино. До 1839 года он жил в Хвалынске, а не в Саратове, что ставит под сомнение его знакомство с губернатором Панчулидзевым (в должности в 1808—1826 годах). Он неграмотно писал по-французски, что ставит под сомнение его работу учителем французского, а иезуитский колледж в Туре, где он якобы учился, был закрыт в апреле 1762 года, до самой ранней из возможных дат его рождения.
Если верной является дата рождения в 1792 году, то Савен прожил 102 года.

## Память
В 1998 году на месте, где располагался дом Савена, была установлена мемориальная плита в его честь, в открытии которой участвовал посол Франции в России Юбер Колен де Вердьер.